# Saraguro (canton)
Saraguro est un canton d'Équateur situé dans la province de Loja. Sa capitale est la ville de Saraguro. 